# Sainshand
Sainshand (en mongol cyrillique : Сайншанд хот) est à la fois un sum (district) et la capitale de l'aïmag de Dornogovi en Mongolie.
Elle est située dans la steppe de l'est du Désert de Gobi, sur le tracé du chemin de fer transmongol. La ville comportait une population de 28 712 habitants en 2010.

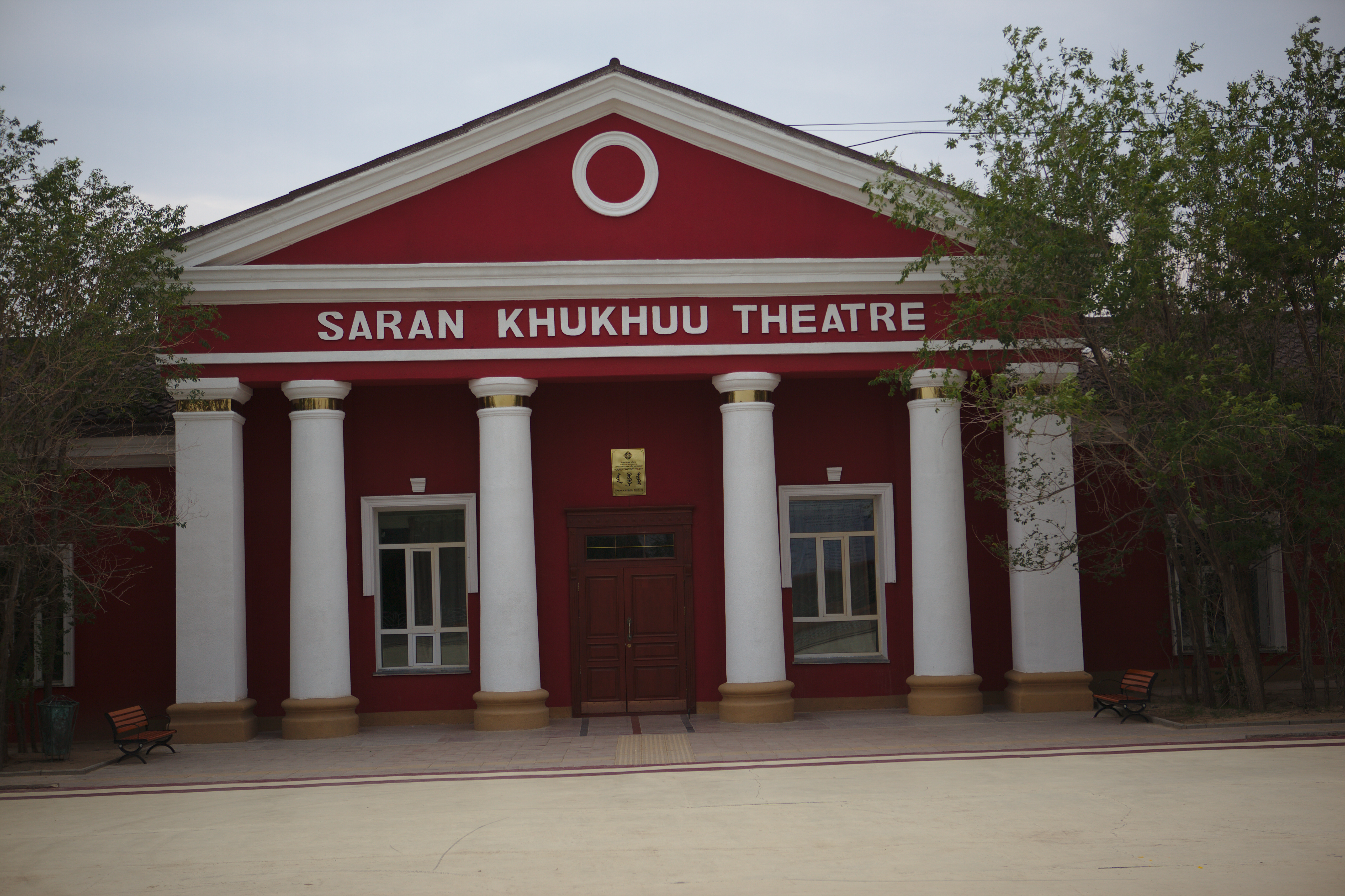
Theatre
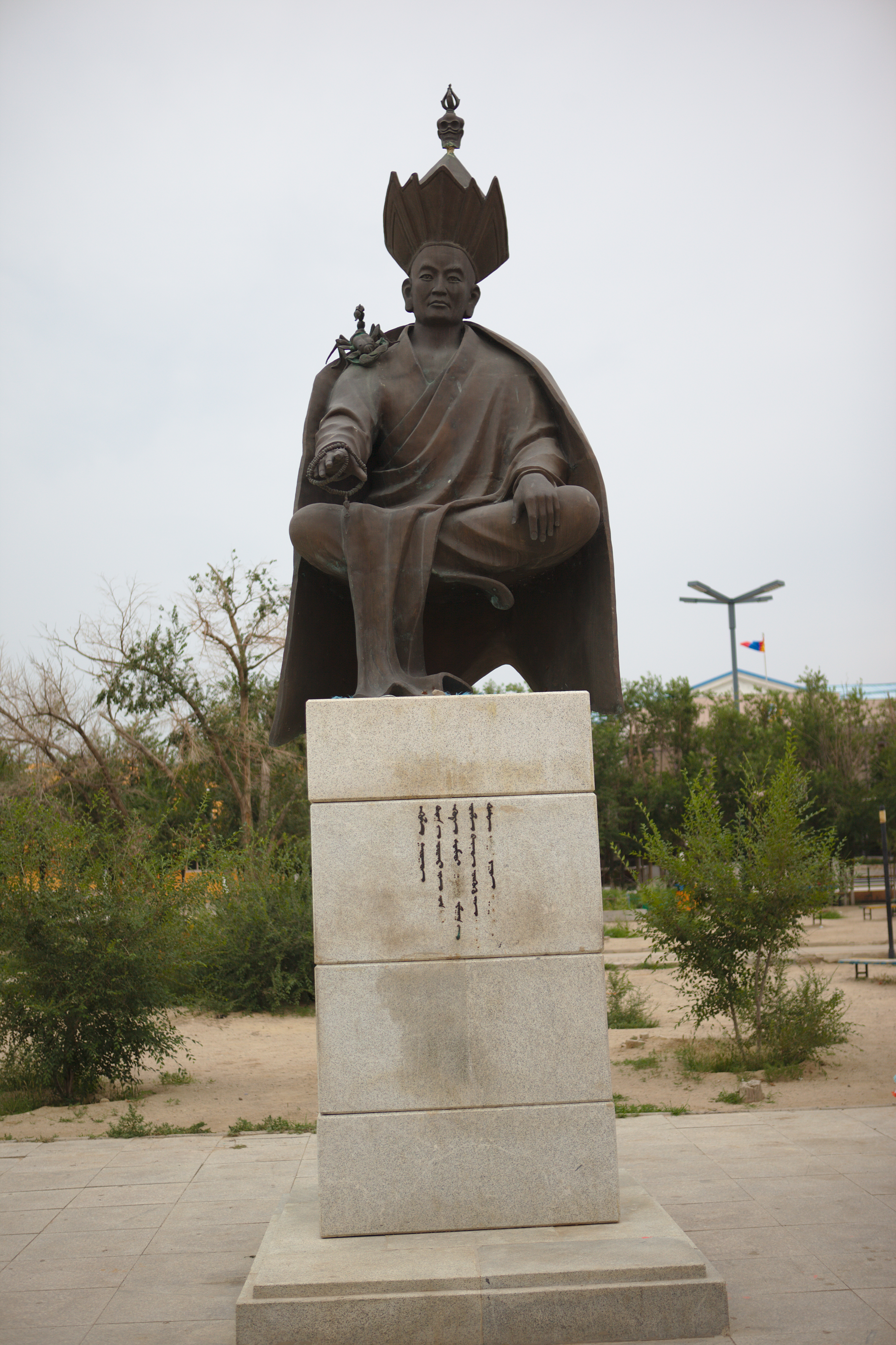
Statue de Dulduityn Danzanravjaa